# アンジャル
アンジャル（アラビア語: عنجر）は、レバノンの東部、ベカー高原にあるレバノン唯一の城塞都市遺跡。ユネスコの世界遺産（文化遺産）に登録された物件でもある。

## 概要
アンジャルは、ベイルートの東、約50km、レバノン山脈の麓にある。ウマイヤ朝のワリード1世の命により、8世紀に建設されたといわれている。ダマスカスとベイルートの中継地点に位置して古くから繁栄。イスラムの権力者達の保養用の宮殿、モスク、公共浴場などの跡が残る。

## 主な史跡
- アーチ
- 列柱道路

## 登録基準
この世界遺産は世界遺産登録基準のうち、以下の条件を満たし、登録された（以下の基準は世界遺産センター公表の登録基準からの翻訳、引用である）。
- (3) 現存するまたは消滅した文化的伝統または文明の、唯一のまたは少なくとも稀な証拠。
- (4) 人類の歴史上重要な時代を例証する建築様式、建築物群、技術の集積または景観の優れた例。

## 外部サイト
- Official Website of Anjar
- Website about Anjar